# باركر (أريزونا)
باركر (بالإنجليزية: Parker, Arizona)‏ هي بلدة تقع في مقاطعة لا باز، أريزونا بولاية أريزونا في الولايات المتحدة. تبلغ مساحتها 57 (كم²)، وترتفع عن سطح البحر 129 م، بلغ عدد سكانها 3181 نسمة في عام 2007 حسب إحصاء مكتب تعداد الولايات المتحدة وتصل الكثافة السكانية فيها 55.1 نسمة/كم2.

## التركيبة السكانية
حدّد مكتب تعداد الولايات المتحدة بيانات التركيبة السكانية لباركر في تعداد الولايات المتحدة. في ما يلي، التركيبة السكانية حسب تعدادي 2000 و2010.

### تعداد عام 2000
بلغ عدد سكان باركر 3,140 نسمة بحسب تعداد عام 2000، وبلغ عدد الأسر 1,064 أسرة وعدد العائلات 792 عائلة مقيمة في البلدة. في حين سجلت الكثافة السكانية 55.1 نسمة لكل كيلومتر مربع (142.7/ميل2). وبلغ عدد الوحدات السكنية 1,157 وحدة بمتوسط كثافة قدره 20.3 لكل كيلومتر مربع (52.6/ميل2).
وتوزع التركيب العرقي للبلدة بنسبة 62.04% من البيض و1.88% من الأمريكيين الأفارقة و23.09% من الأمريكيين الأصليين و0.86% من الأمريكيين ذوي الأصول الآسيوية و0.16% من سكان جزر المحيط الهادئ و7.45% من الأعراق الأخرى و4.52% من عرقين مختلطين أو أكثر و29.78% من الهسبانيون أو اللاتينيون من أي عرق.
بلغ عدد الأسر 1,064 أسرة كانت نسبة 46.1% منها لديها أطفال تحت سن الثامنة عشر تعيش معهم، وبلغت نسبة الأزواج القاطنين مع بعضهم البعض 51.6% من أصل المجموع الكلي للأسر، ونسبة 15.6% من الأسر كان لديها معيلات من الإناث دون وجود شريك، بينما كانت نسبة 7.2% من الأسر لديها معيلون من الذكور دون وجود شريكة وكانت نسبة 25.6% من غير العائلات. تألفت نسبة 20.6% من أصل جميع الأسر من عدة أفراد يعيشون في نفس المنزل ونسبة 8.4% كانت تتألف من شخص يعيش بمفرده يبلغ من العمر 65 عاماً أو أكثر. وبلغ متوسط حجم الأسرة المعيشية 2.93، أما متوسط حجم العائلات فبلغ 3.38.
بلغ العمر الوسطي للسكان 32.4 عاماً. وكانت نسبة 32.8% من القاطنين تحت سن الثامنة عشر، وكانت نسبة 9.6% بين الثامنة عشر والرابعة والعشرين عاماً، ونسبة 25.4% كانت واقعةً في الفئة العمرية ما بين الخامسة والعشرين والرابعة والأربعين عاماً، ونسبة 22.4% كانت ما بين الخامسة والأربعين والرابعة والستين، ونسبة 9% كانت ضمن فئة الخامسة والستين عاماً فما فوق. يوجد لكل 100 أنثى 94.2 ذكر، ويوجد لكل 100 أنثى في الثامنة عشر من عمرها فما فوق 88.7 ذكر.
بلغ متوسط دخل الأسرة في البلدة 34,625 دولارًا، أما متوسط دخل العائلة فبلغ 37,663 دولارًا. وكان متوسط دخل الذكور 26,542 دولارًا مقابل 21,006 دولارًا للإناث. وسجل دخل الفرد الخاص بالبلدة 15,016 دولارًا. وكانت نسبة 10.6% من العائلات ونسبة 14.7% من السكان تحت خط الفقر، وكان من هؤلاء نسبة 18.3% تحت سن الثامنة عشر ونسبة 13.9% في الخامسة والستين من العمر وما فوق.

### تعداد عام 2010
بلغ عدد سكان باركر 3,083 نسمة بحسب تعداد عام 2010، وبلغ عدد الأسر 973 أسرة وعدد العائلات 714 عائلة مقيمة في البلدة. في حين سجلت الكثافة السكانية 54.1 نسمة لكل كيلومتر مربع (140.1/ميل2). وبلغ عدد الوحدات السكنية 1,098 وحدة بمتوسط كثافة قدره 19.3 لكل كيلومتر مربع (50.0/ميل2).
وتوزع التركيب العرقي للبلدة بنسبة 44.44% من البيض و1.43% من الأمريكيين الأفارقة و20.60% من الأمريكيين الأصليين و0.84% من الأمريكيين ذوي الأصول الآسيوية و0.06% من سكان جزر المحيط الهادئ و26.37% من الأعراق الأخرى و6.26% من عرقين مختلطين أو أكثر و41.94% من الهسبانيون أو اللاتينيون من أي عرق.
بلغ عدد الأسر 973 أسرة كانت نسبة 41.8% منها لديها أطفال تحت سن الثامنة عشر تعيش معهم، وبلغت نسبة الأزواج القاطنين مع بعضهم البعض 48.1% من أصل المجموع الكلي للأسر، ونسبة 19% من الأسر كان لديها معيلات من الإناث دون وجود شريك، بينما كانت نسبة 6.3% من الأسر لديها معيلون من الذكور دون وجود شريكة وكانت نسبة 26.6% من غير العائلات. تألفت نسبة 21.3% من أصل جميع الأسر من عدة أفراد يعيشون في نفس المنزل ونسبة 6.4% كانت تتألف من شخص يعيش بمفرده يبلغ من العمر 65 عاماً أو أكثر. وبلغ متوسط حجم الأسرة المعيشية 2.93، أما متوسط حجم العائلات فبلغ 3.37.
بلغ العمر الوسطي للسكان 32.8 عاماً. وكانت نسبة 27.5% من القاطنين تحت سن الثامنة عشر، وكانت نسبة 11.2% بين الثامنة عشر والرابعة والعشرين عاماً، ونسبة 25.4% كانت واقعةً في الفئة العمرية ما بين الخامسة والعشرين والرابعة والأربعين عاماً، ونسبة 25.7% كانت ما بين الخامسة والأربعين والرابعة والستين، ونسبة 10.2% كانت ضمن فئة الخامسة والستين عاماً فما فوق. وتوزع التركيب الجنسي للسكان بنسبة 52.4% ذكور و47.6% إناث.

## المناخ
يظهر الجدول التالي التغييرات المناخية على مدار السنة لباركر:
| البيانات المناخية لـباركر          | البيانات المناخية لـباركر | البيانات المناخية لـباركر | البيانات المناخية لـباركر | البيانات المناخية لـباركر | البيانات المناخية لـباركر | البيانات المناخية لـباركر | البيانات المناخية لـباركر | البيانات المناخية لـباركر | البيانات المناخية لـباركر | البيانات المناخية لـباركر | البيانات المناخية لـباركر | البيانات المناخية لـباركر | البيانات المناخية لـباركر |
| الشهر                              | يناير                     | فبراير                    | مارس                      | أبريل                     | مايو                      | يونيو                     | يوليو                     | أغسطس                     | سبتمبر                    | أكتوبر                    | نوفمبر                    | ديسمبر                    | المعدل السنوي             |
| ---------------------------------- | ------------------------- | ------------------------- | ------------------------- | ------------------------- | ------------------------- | ------------------------- | ------------------------- | ------------------------- | ------------------------- | ------------------------- | ------------------------- | ------------------------- | ------------------------- |
| الدرجة القصوى °ف (°م)              | 87 (31)                   | 96 (36)                   | 102 (39)                  | 113 (45)                  | 117 (47)                  | 126 (52)                  | 127 (53)                  | 126 (52)                  | 120 (49)                  | 110 (43)                  | 100 (38)                  | 92 (33)                   | 127 (53)                  |
| متوسط درجة الحرارة الكبرى °ف (°م)  | 67.4 (19.7)               | 72.8 (22.7)               | 78.8 (26.0)               | 87.1 (30.6)               | 95.3 (35.2)               | 104.6 (40.3)              | 108.4 (42.4)              | 106.7 (41.5)              | 101.2 (38.4)              | 90.0 (32.2)               | 76.0 (24.4)               | 67.3 (19.6)               | 88.0 (31.1)               |
| متوسط درجة الحرارة الصغرى °ف (°م)  | 40.7 (4.8)                | 44.6 (7.0)                | 48.7 (9.3)                | 54.2 (12.3)               | 62.7 (17.1)               | 70.7 (21.5)               | 77.9 (25.5)               | 77.8 (25.4)               | 71.2 (21.8)               | 59.2 (15.1)               | 47.2 (8.4)                | 40.5 (4.7)                | 58.0 (14.4)               |
| أدنى درجة حرارة °ف (°م)            | 10 (−12)                  | 11 (−12)                  | 21 (−6)                   | 23 (−5)                   | 37 (3)                    | 42 (6)                    | 55 (13)                   | 53 (12)                   | 38 (3)                    | 27 (−3)                   | 18 (−8)                   | 9 (−13)                   | 9 (−13)                   |
| معدل هطول الأمطار إنش (مم)         | 0.87 (22)                 | 0.70 (18)                 | 0.65 (17)                 | 0.17 (4.3)                | 0.09 (2.3)                | 0.02 (0.51)               | 0.27 (6.9)                | 0.61 (15)                 | 0.57 (14)                 | 0.32 (8.1)                | 0.33 (8.4)                | 0.57 (14)                 | 5.17 (130.51)             |
| متوسط الأيام الممطرة (≥ 0.01 inch) | 3.5                       | 3.0                       | 3.0                       | 1.2                       | 0.7                       | 0.3                       | 1.2                       | 2.1                       | 1.7                       | 1.5                       | 1.6                       | 2.2                       | 22                        |
| المصدر: NOAA                       |                           |                           |                           |                           |                           |                           |                           |                           |                           |                           |                           |                           |                           |

## وصلات خارجية
- http://www.ci.parker.az.us/
- The US50 - Cities and Towns in Arizona State
- Arizona Cities and Towns, Facts, Map, Flag, Colleges, Government, and More